# Mijáilo Staritski
Mijáilo Pétrovich Staritski (en ucraniano: Михайло Петрович Старицький; Klíshchintsi, gobernación de Poltava, 14 de diciembre de 1840 - Kiev, 27 de abril de 1904) fue un escritor, poeta y dramaturgo ucraniano.

## Biografía
Nació en una familia de oficial de caballería retirado (Rittmeister) Petró Staritski y Anastasia Lísenko, por lo que era primo del famoso compositor ucraniano Mikola Lísenko y suegro de Iván Steshenko. Quedó huérfano a una edad temprana y fue criado por el padre de Lísenko, por lo que pudo proporcionar gran parte de la información para la biografía del compositor. Staritski fue a la escuela en Poltava hasta 1856, estudió en la Universidad de Járkov entre 1856 y 1860 y en la Universidad de Kiev de 1860 a 1866. 
Más adelante en su vida, Staritski trabajó con Mikola Lísenko, recopilando canciones populares ucranianas y transformándolas en obras de teatro y óperas para las cuales Staritski escribió los libretos. Tras el ucase de Ems tuvo que emigrar en 1878 y vivió en el extranjero hasta 1880. Después de su regreso a Ucrania, trabajó como editor y, junto con Marko Kropivnitski, fundó el primer teatro ucraniano profesional en 1883. Impresionado por la actuación de la compañía de Mijáilo Staritski en Minsk, el poeta Janka Lučyna comenzó a escribir en bielorruso. Entre 1885 y 1891 dirigió su propia compañía de teatro, pero en 1895 puso fin a su carrera teatral para dedicarse exclusivamente a la literatura. En todos estos años tuvo tres hijas, siendo una de ellas la escritora Liudmila Staritska-Cherniajivska. 
Con el tiempo pasó de escribir guiones de teatro a escribir libros. Fue enterrado en el cementerio de Baikove en Kiev.

## Obra
Staritski escribió libretos, canciones, cuentos, dramas y poemas. Staritski escribió los libretos incluido Taras Bulba (una adaptación de la novela de Gógol), Harkucha, Los cosacos del Mar Negro, La noche de Navidad o La niña ahogada.
Escribió dramas con temas en parte melodramáticos, sociales e históricos. Son particularmente importantes sus dramas históricos Bogdán Jmelnitski de 1897 y Marusia Boguslavka de 1899, aunque también hay otras obras de importancia como El asedio de Bucha (1891), Antes de la tormenta (1894) o El ladrón Karmeliuk (1903).
El autor también escribió poesía y cuentos en ruso, y tradujo obras de Shakespeare, Lord Byron y Adam Mickiewicz al ucraniano.

## Legado y homenajes
En 2002 abrió en Kiev el museo Mijáilo Staritski, donde el dramaturgo vivió con su familia durante los últimos tres años de su vida. En muchas ciudades de Ucrania existen calles que llevan el nombre de Mijáilo Staritski.
En noviembre de 2020, con motivo del 180 aniversario del escritor, Ukrposhta emitió un sello llamado "Mijáilo Staritski. 1840-1904".